# 火红萼距花
火红萼距花又名雪茄花、紅丁香（学名：Cuphea ignea）为千屈菜科克菲亞草屬下的一个种。